# Sphaerocera monilis
Sphaerocera monilis är en tvåvingeart som beskrevs av Alexander Henry Haliday 1836. Sphaerocera monilis ingår i släktet Sphaerocera och familjen hoppflugor. Arten är reproducerande i Sverige. Inga underarter finns listade i Catalogue of Life.